# اچ‌ام‌اس دایملر (اس۱۰۸)
اچ‌ام‌اس دایملر (اس۱۰۸) (به انگلیسی: HMS Sovereign (S108)) یک زیردریایی بود که طول آن ۸۲٫۹ متر (۲۷۲ فوت ۰ اینچ) بود. این زیردریایی در سال ۱۹۷۳ ساخته شد.